# La Adela
La Adela is een plaats in het Argentijnse bestuurlijke gebied Caleu Caleu in de provincie La Pampa. De plaats telt 1.607 inwoners.